# NGC 1187
NGC 1187 је спирална галаксија у сазвежђу Еридан која се налази на NGC листи објеката дубоког неба.
Деклинација објекта је - 22° 52' 2" а ректасцензија 3h 2m 37,6s. Привидна величина (магнитуда) објекта NGC 1187 износи 10,6 а фотографска магнитуда 11,3. Налази се на удаљености од 17,850 милиона парсека од Сунца. NGC 1187 је још познат и под ознакама ESO 480-23, MCG -4-8-16, UGCA 49, AM 0300-230, IRAS 03003-2303, PGC 11479.